# Jaskinia Hasbahçe
Jaskinia Hasbahçe – jaskinia zlokalizowana w odległości 4 km od centrum tureckiego miasta Alanya, w dzielnicy Hasbahçe, a dokładnie w Inisdibi. Jaskinia ta jest cztery razy większa od Jaskini Damlataş w centrum Alanyi. W jej wnętrzu nie były prowadzone żadne badania, z tego powodu nie można ocenić jej wieku. Ze względu na niską temperaturę panującą w grocie, wykorzystywana jest jako magazyn do przechowywania przetworów.
W chwili obecnej (2009 rok) nie jest otwarta dla zwiedzających.